# 1984年冬季奥林匹克运动会
第十四届冬季奥林匹克运动会（英語：the XIV Olympic Winter Games），于1984年2月8日至2月19日在南斯拉夫波黑的首府萨拉热窝举行。本届冬奥会的其它三个候选城市是日本的札幌、瑞典的法伦和哥德堡。薩拉熱窩冬奧會是第二次由社會主義國家舉辦的奧林匹克運動會。

## 焦点
- 本届冬奥会在奥运史上是第一次在社会主义国家举办的冬奥会，下一次则在2022年。
- 这是萨马兰奇上任之后的首届奥运会。
- 残疾人雪上运动首次作为表演项目出现在冬奥会赛场上。
- 来自挪威的滑雪射击选手埃里克·夸尔福斯在本届冬奥会上获得了金、银、铜牌各一枚。
- 该届冬奥会后，随着南斯拉夫解體，萨拉热窝在戰爭期間遭到了毀滅性的打擊，完全不同的是该届冬奥会被大部分人遺忘，直到2014年索契冬奥会才被國際社會提起。
- 本屆是中華民國以中華台北名義後第一次参加的冬奥会，更是海峡两岸两个代表团首次一起参加的冬奥会。

## 吉祥物
南斯拉夫政府将六个候选吉祥物造型印在报纸上在民间进行了评选活动，最终一只名叫Vučko的小狼当选，它的设计者是一名斯洛文尼亚设计师。其它候选的五个吉祥物分别是花栗鼠、小羊羔、山羊、豪猪和一个雪球造型。

## 比赛项目
- 高山滑雪
- 冬季两项
- 雪车
- 雪橇
- 花样滑冰
- 冰球
- 速度滑冰
- 北欧式滑雪
  - 越野滑雪
  - 北欧两项
  - 跳台滑雪

## 参赛国家和地区
- 安道尔（2）
- 阿根廷（18）
- （10）
- 奥地利（65）
- 比利时（4）
- 玻利维亚（3）
- （1）
- 保加利亚（16）
- 加拿大（67）
- 智利（4）
- 中国（37）
- 哥斯达黎加（4）
- 塞浦路斯（5）
- 捷克斯洛伐克（50）
- 埃及（1）
- 芬兰（45）
- 法国（32）
- 东德（57）
- 西德（84）
- 英国（30）
- 希腊（6）
- 匈牙利（9）
- 冰岛（5）
- 意大利（74）
- 日本（39）
- 朝鲜（6）
- 韩国（15）
- 黎巴嫩（4）
- 列支敦士登（10）
- 墨西哥（1）
- 摩纳哥（1）
- 蒙古（4）
- 摩洛哥（4）
- 荷兰（13）
- 新西兰（6）
- 挪威（58）
- 波兰（30）
- 波多黎各（1）
- 罗马尼亚（19）
- 圣马力诺（3）
- 塞内加尔（1）
- 苏联（99）
- 西班牙（13）
- 瑞典（60）
- 瑞士（42）
- 中华台北（12）
- 土耳其（7）
- 美国（107）
- 南斯拉夫（71）

## 奖牌榜
此为奖牌榜前10位，详见 1984年冬季奥林匹克运动会奖牌榜
| 1984年冬季奥林匹克运动会奖牌榜 |        |      |      |      |      |
| 排名                           | 国家   | 金牌 | 銀牌 | 銅牌 | 总数 |
| 1                              | 东德   | 9    | 9    | 6    | 24   |
| 2                              | 苏联   | 6    | 10   | 9    | 25   |
| 3                              | 美国   | 4    | 4    | 0    | 8    |
| 4                              | 芬兰   | 4    | 3    | 6    | 13   |
| 5                              | 瑞典   | 4    | 2    | 2    | 8    |
| 6                              | 挪威   | 3    | 2    | 4    | 9    |
| 7                              | 瑞士   | 2    | 2    | 1    | 5    |
| 8                              | 加拿大 | 2    | 1    | 1    | 4    |
| 8                              | 西德   | 2    | 1    | 1    | 4    |
| 10                             | 意大利 | 2    | 0    | 0    | 2    |
|                                |        |      |      |      |      |
| 总 计                          | 总 计  | 39   | 39   | 39   | 117  |